# Gadolin
Gadolin är en finländsk adelssläkt som härstammar från en bonde på Magnula hemman i Nykyrko socken, vars son kyrkoherden Jakob Gadolin (1678-1758) antog namnet efter fädernehemmanet (hebreiska gadol, latin magnus, stor).
Ätten har gemensamt ursprung med adliga ätten nr 180 af Gadolin som utdog 1877.

## Personer med efternamnet Gadolin
- Jakob Gadolin (1719–1802), finländsk biskop
- Johan Gadolin (1760–1852), finländsk kemist och fysiker
- Gustaf Gadolin (1769–1843), finländsk professor
- Axel Gadolin (1828–1892), finländsk mineralog
- Alexander Gadolin (1868–1939), finländsk jurist